# Valencia Basket Club 2010-2011
Questa voce raccoglie le informazioni riguardanti il Valencia Basket Club nelle competizioni ufficiali della stagione 2010-2011.

## Stagione
La stagione 2010-2011 del Valencia Basket Club è la 22ª nel massimo campionato spagnolo di pallacanestro, la Liga ACB.
Il Valencia nella stagione 2010-2011 partecipò alla Liga ACB, alla Coppa del Re e all'Eurolega. In Liga ACB si classificò al quinto posto nella stagione regolare. Ai quarti di finale dei playoff incontrò il Bizkaia Bilbao Basket, ma venne sconfitto ed eliminato. Nella Coppa del Re il Valencia riuscì a sconfiggere ai quarti di finale il Blanco de Ruedas Valladolid, ma fu battuto in semifinale dal Real Madrid.. In Eurolega venne eliminata ai quarti di finale dal Real Madrid.

## Roster
Aggiornato al 14 luglio 2018.
| Power Electronics Valencia 2010-11 | Power Electronics Valencia 2010-11 |
| Giocatori                          | Staff tecnico                      |
| ---------------------------------- | ---------------------------------- |

| N. | Naz.                                              | Ruolo | Nome                | Anno | Alt.   | Peso   |  |
| -- | ------------------------------------------------- | ----- | ------------------- | ---- | ------ | ------ |  |
| 00 | Stati Uniti (bandiera) · Montenegro (bandiera)    | P     | Omar Cook           | 1982 | 186 cm | 86 kg  |  |
| 5  | Stati Uniti (bandiera)                            | AG    | James Augustine     | 1984 | 208 cm | 107 kg |  |
| 6  | Stati Uniti (bandiera)                            | AP    | Jeremy Richardson   | 1984 | 201 cm | 84 kg  |  |
| 9  | Spagna (bandiera)                                 | AG    | Víctor Claver       | 1988 | 208 cm | 107 kg |  |
| 10 | Spagna (bandiera)                                 | P     | José Simeón         | 1991 | 184 cm | 83 kg  |  |
| 12 | Ucraina (bandiera)                                | AC    | Serhij Liščuk       | 1982 | 210 cm | 110 kg |  |
| 14 | Spagna (bandiera)                                 | G     | David Navarro       | 1983 | 190 cm | 82 kg  |  |
| 17 | Spagna (bandiera)                                 | G     | Rafael Martínez (C) | 1982 | 190 cm | 90 kg  |  |
| 19 | Francia (bandiera)                                | AG    | Florent Piétrus     | 1981 | 202 cm | 107 kg |  |
| 20 | Serbia (bandiera)                                 | AG    | Duško Savanović     | 1983 | 204 cm | 102 kg |  |
| 22 | Francia (bandiera)                                | P     | Nando de Colo       | 1987 | 196 cm | 91 kg  |  |
| 23 | Spagna (bandiera)                                 | AP    | Marc Fernández      | 1987 | 203 cm | 95 kg  |  |
| 30 | Spagna (bandiera)                                 | P     | Víctor Arnau        | 1991 | 184 cm |        |  |
| 32 | Spagna (bandiera)                                 | AG    | Juan Luis Navarro   | 1991 | 195 cm |        |  |
| 33 | Croazia (bandiera)                                | C     | Bruno Šundov        | 1980 | 221 cm | 122 kg |  |
| 44 | Stati Uniti (bandiera) · Spagna (bandiera)        | AG    | Darryl Middleton    | 1966 | 202 cm | 109 kg |  |
| 51 | Lituania (bandiera)                               | C     | Robertas Javtokas   | 1980 | 211 cm | 120 kg |  |
| -  | Guinea Equatoriale (bandiera) · Spagna (bandiera) | AP    | Larry Abia          | 1993 | 195 cm | 90 kg  |  |
| -  | Spagna (bandiera)                                 | AC    | Beñat Barberena     | 1989 |        |        |  |

| Allenatore |
| - Manolo Hussein (fino all’11 novembre) - Chechu Mulero (dall’11 novembre al 17 novembre) - Svetislav Pešić (dal 17 novembre) |
| Assistente/i |
| - Chechu Mulero (fino all’11 novembre e dal 17 novembre) - Néstor Mataix Legenda - (C) Capitano - (IN) Inattivo - Infortunato |

## Mercato

### Sessione estiva
| Acquisti | Acquisti          | Acquisti       | Acquisti   | Acquisti |
| R.a      | Nome              | da             | Modalità   |          |
| -------- | ----------------- | -------------- | ---------- | -------- |
| AG       | Duško Savanović   | Siviglia       | definitivo |          |
| P        | Omar Cook         | Málaga         | definitivo |          |
| AP       | Marc Fernández    | Minorca        | definitivo |          |
| AP       | Jeremy Richardson | Aris Salonicco | definitivo |          |
| C        | Robertas Javtokas | Chimki         | definitivo |          |
| AG       | James Augustine   | Gran Canaria   | definitivo |          |
| C        | Bruno Šundov      | Kavala         | definitivo |          |

| Cessioni | Cessioni           | Cessioni         | Cessioni       | Cessioni |
| R.       | Nome               | a                | Modalità       |          |
| -------- | ------------------ | ---------------- | -------------- | -------- |
| P        | Marko Marinović    | Alba Berlino     | fine contratto |          |
| AG       | Florent Piétrus    | Saski Baskonia   | fine contratto |          |
| C        | Kosta Perović      | Barcellona       | rescissione    |          |
| AG       | Tornik'e Shengelia | Spirou Charleroi | fine contratto |          |
| C        | Matt Nielsen       | Olympiakos       | fine contratto |          |
| AG       | Iván García        | Barcellona       | fine contratto |          |
| G        | Thomas Kelati      | Chimki           | fine contratto |          |
| C        | Giorgi Sharabidze  | Armia Tbilisi    | fine contratto |          |

### Dopo l'inizio della stagione
| Acquisti | Acquisti         | Acquisti        | Acquisti      | Acquisti   |
| R.       | Nome             | da              | Data          | Modalità   |
| -------- | ---------------- | --------------- | ------------- | ---------- |
| AG       | Florent Piétrus  | Saski Baskonia  | ottobre 2010  | definitivo |
| G        | David Navarro    | S. Josep Girona | febbraio 2011 | definitivo |
| AG       | Darryl Middleton | S. Josep Girona | marzo 2011    | definitivo |

| Cessioni | Cessioni     | Cessioni   | Cessioni         | Cessioni       |
| R.       | Nome         | a          | Data             | Modalità       |
| -------- | ------------ | ---------- | ---------------- | -------------- |
| C        | Bruno Šundov | Free agent | 25 novembre 2010 | fine contratto |